# Georges Duhamel
Georges Duhamel (-n. 30 iunie 1884, Paris, Franța – d. 13 aprilie 1966, Valmondois⁠(d), Région parisienne, Franța) a fost un medic, scriitor și poet de fabule franceze.

## Biografie
Georges Duhamel se naște la 30 iunie 1884 la Paris (arond. XXXIII), al treilea copil într-o familie care trăiește cu greu din activitățile unui tată capricios și instabil. După o copilărie tulburată de desele schimbări de domiciliu ale familiei, Duhamel reușește totuși să obțină bacalaureatul în 1902; el decide să devină medic, fără să abandoneze preocupările literare.
Între 1906 și 1908, el creează în colaborare cu Charles Vildrac, care îi va deveni cumnat, "Abația de la Créteil", falanster de artiști reunind poeți, scriitori, muzicieni și pictori.

## Biografie profesională
O dată cu declararea războiului, în 1914, Georges Duhamel se înrolează și practică meseria de chirurg timp de patru ani, deseori expus pericolului. Această experiență dureroasă îi va inspira două scrieri care îi aduc o notorietate imediată: Viața martirilor și Civilizație, ultima obținând Premiul Goncourt în 1918. Revenind în viața civilă, el se consacră în întregime literaturii și apărării unei civilizații cu față umană. În 1919, descoperă, în departamentul Seine-et-Oise, Valea râului Sausseron și comuna Valmondois, unde-și va petrece fiecare vară.
În 1935, Georges Duhamel este ales membru în fotoliul numărul 30 al Academiei Franceze. Între 1930 și 1940, călătorește în Franța și în străinătate, apărând prin conferințe excepționale limba și cultura franceze, precum și ideea unei civilizații bazate pe afecțiunea umană în contrast cu progresul tehnic. Articolele și conferințele sunt publicate sub diverse titluri.
În timpul celui de-al doilea război mondial, Georges Duhamel, numit provizoriu "secretar permanent" al Academiei Franceze, își vede opera interzisă de către germani. El se va opune cu curaj presiunii ocupanților și fracțiunii mareșalului Pétain din interiorul Academiei Franceze, poziție pentru care generalul Charles de Gaulle îi va aduce mulțumiri publice mai târziu.
După război,  în 1947, Duhamel este numit președinte al Alianței Franceze și reia călătoriile cu scop de promovare a culturii franceze, înființând peste tot numeroase școli ale Alianței. Începând cu 1960, sănătatea fiindu-i atinsă, el își reduce activitățile și moare la Valmondois pe 13 aprilie 1966.
Georges Duhamel este tatăl compozitorului Antoine Duhamel.